# 551601 Antonijové
551601 Antonijové è un asteroide della fascia principale. Scoperto nel 2013, presenta un'orbita caratterizzata da un semiasse maggiore pari a 2,5515342 au e da un'eccentricità di 0,0533451, inclinata di 15,40759° rispetto all'eclittica.